# Liparetrus umbrosus
Liparetrus umbrosus är en skalbaggsart som beskrevs av Britton 1980. Liparetrus umbrosus ingår i släktet Liparetrus och familjen Melolonthidae. Inga underarter finns listade i Catalogue of Life.